# Сагайдачного, 37
Кам'яниця № 37 — колишній прибутковий будинок, розташований на вулиці Петра Сагайдачного, що на Подолі у Києві. Будинок замикає перспективу Борисоглібської вулиці.
Наказом Міністерства культури і туризму України № 706/0/16-10 від 15 вересня 2010 року поставлений на облік пам'яток архітектури місцевого значення (охоронний номер 633-Кв).
Будівля — зразок історичної забудови Подолу кінця XIX сторіччя.

## Історія кам'яниці

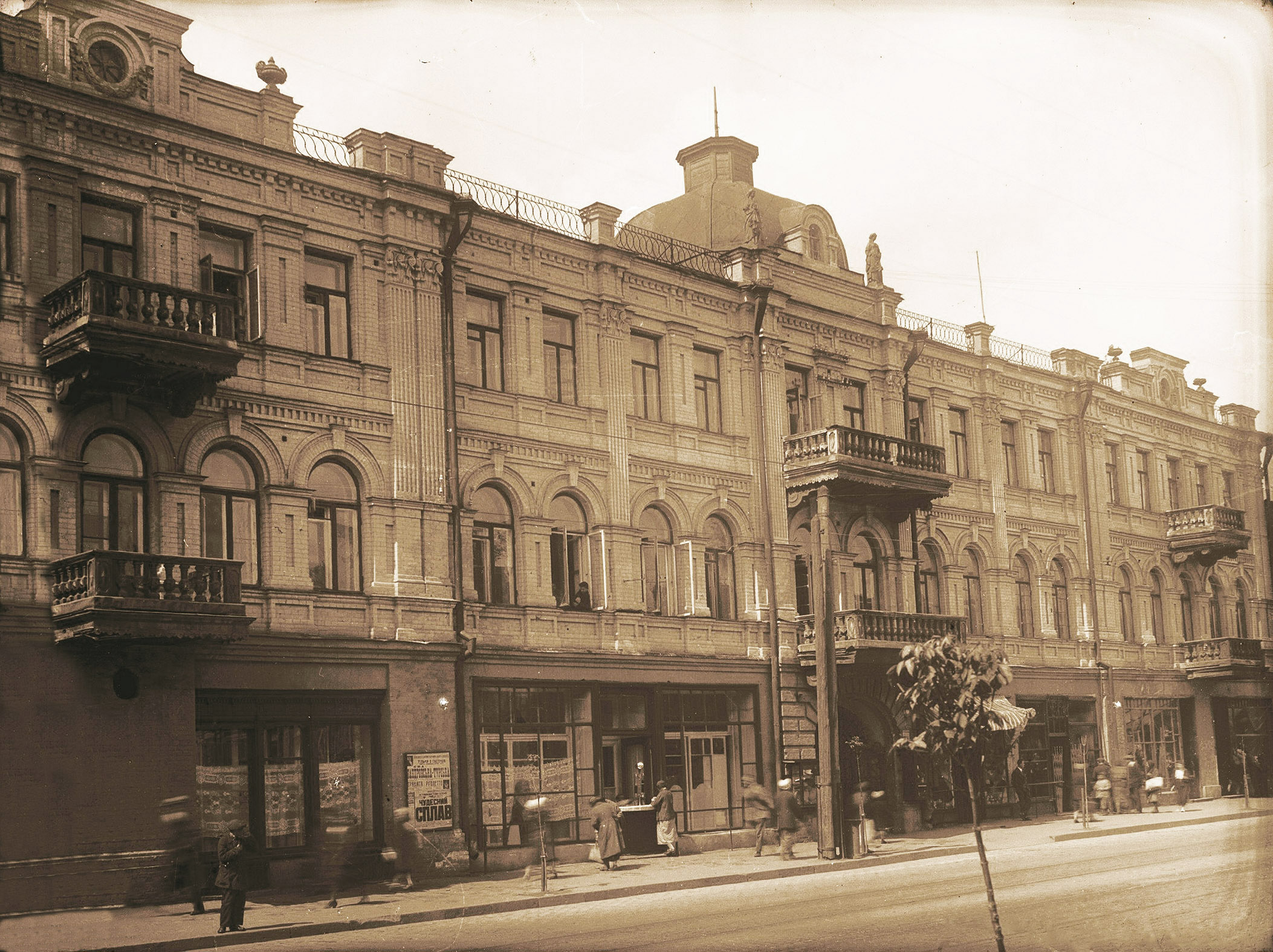
Фото 1934 року

Станом на 1882 рік власницею садиби була Варвара Могилевська. У 1890-х роках власником став Василь Проценко.
Кам'яницю збудували в 1891—1892 роках. Її використовували як прибутковий будинок.
1922 року радянська влада націоналізувала будівлю.
До 2011 року будівля перебувала на балансі Інституту інноваційних технологій і змісту освіти, який випускав підручники. Приміщення також займало державне підприємство «Інфоресурс», яке виконує функції технічного адміністратора Єдиної державної електронної бази з питань освіти та уповноваженого органа з питань забезпечення закладів освіти дипломами.

## Боротьба за повернення будівлі у державну власність

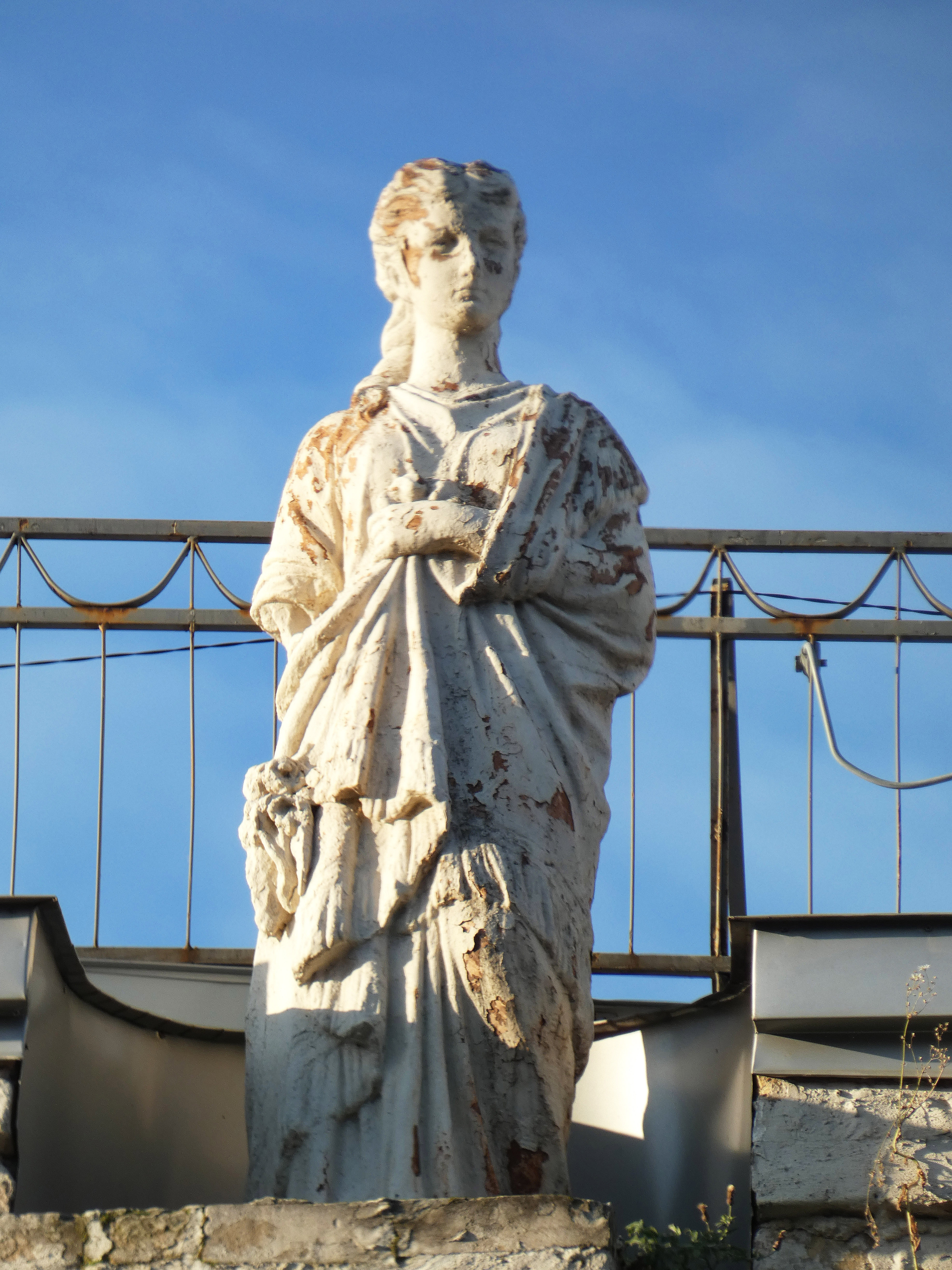
Ліва скульптура

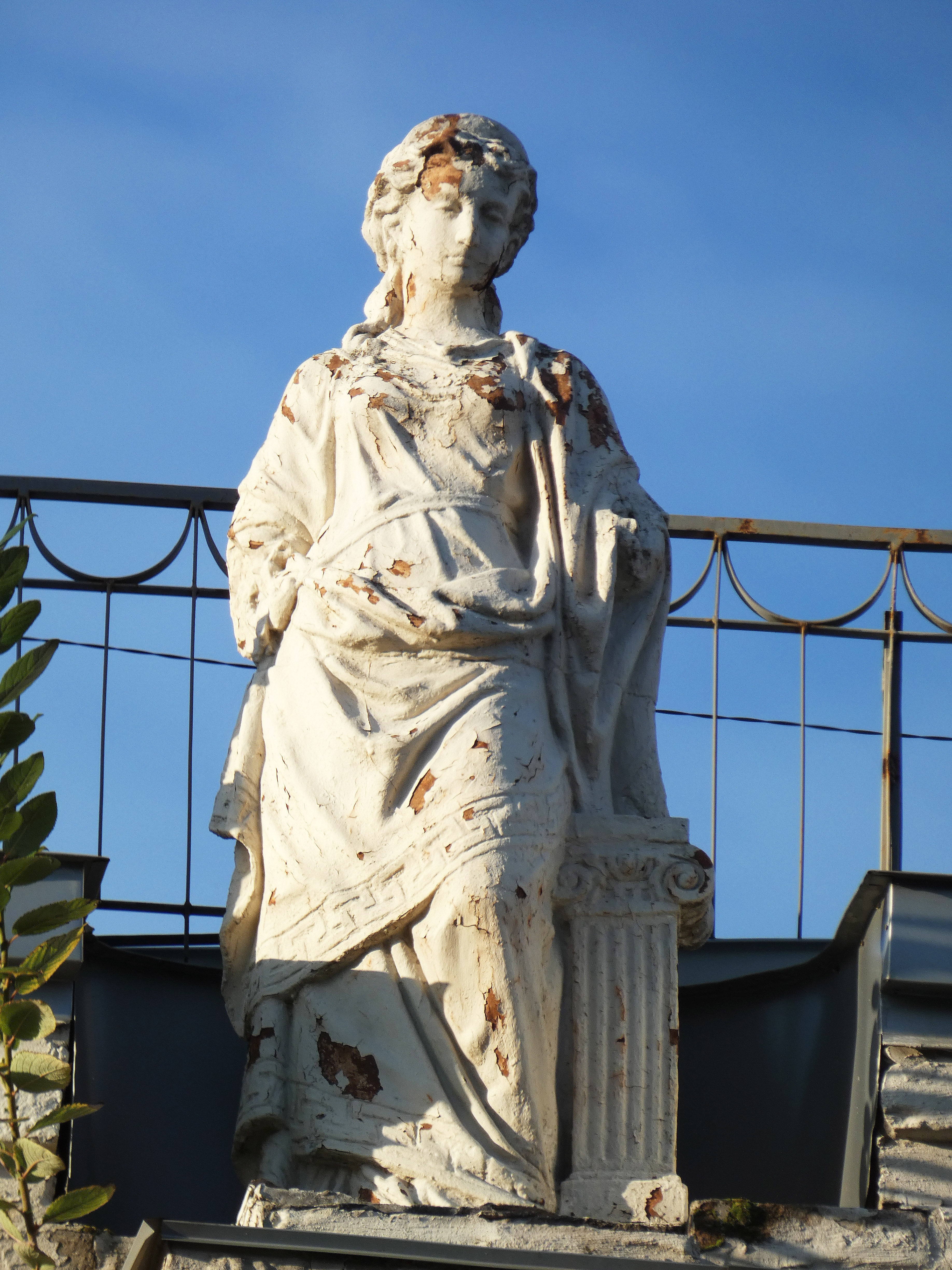
Права скульптура

За правління Віктора Януковича і Миколи Азарова споруду відчужили з державної власності на користь приватних структур, пов'язаних із тогочасним міністром освіти Дмитром Табачником і його братом.
26 вересня 2011 року Київське регіональне відділення Фонду державного майна України (ФДМ) уклала договори оренди з фірмами «Укрбудменеджмент», «Видавничий дім „Прадес“» про передачу в платне користування відповідно 741,5 і 186,30 квадратних метрів приміщень будинку № 37. Тоді ж з будівлі виселили Інститут інноваційних технологій. Згодом ФДМ ухвалило рішення про приватизацію цих приміщень. 12 грудня 2013 року «Укрбудменеджмент» і «Видавничий дім „Прадес“» викупили майно, яке належало Міністерству освіти України.
У цілому впродовж 2011—2013 років Табачники разом з афілійованими з ними фірмами «Ріотрейд», «САН11», «Видавничий дім „Прадес“», «БК „Артбуд“» й «Укрбудменеджмент» заволоділи державним майном, яке перебувало у сфері управління міністерства освіти, на загальну суму понад 35 мільйонів гривень. Окрім будівлі на вулиці Петра Сагайдачного, 37, їхні структури привласнили будинок на бульварі Тараса Шевченка, 27-а.
За фактом заволодіння державним майном в особливо великих розмірах 9 вересня 2015 року проти Дмитра Табачника відкрили кримінальне провадження.
2015 року заступник генерального прокурора України з метою повернення майна державі звернувся з позовом до Господарського суду міста Києва. Оскільки 30 липня суд ухвалив рішення на користь приватної фірми, до Київського апеляційного господарського суду було подано апеляційну скаргу, яку так само залишили без задоволення.

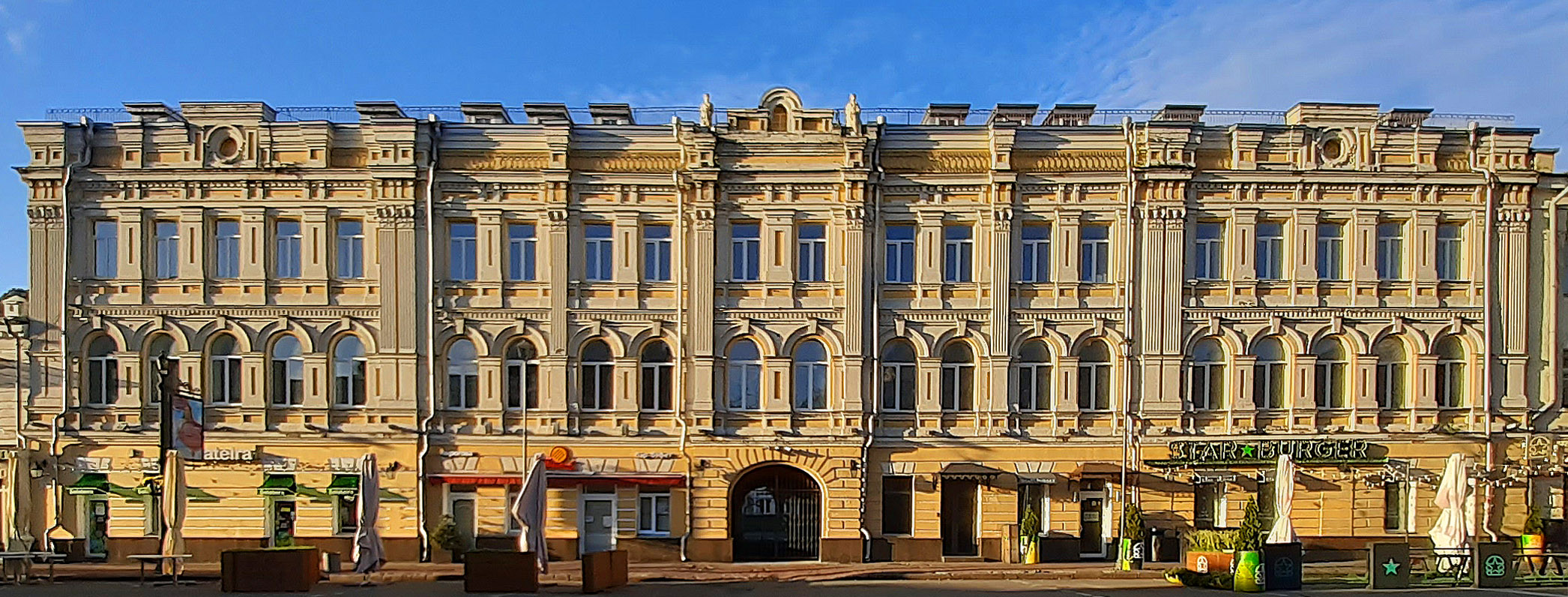
Фасад

Водночас приватні структури почали подавати зустрічні позови. Товариство з обмеженою відповідальністю «Видавничий дім „Прадес“» влітку 2015 року звернулось до Окружного адміністративного суду міста Києва (справа № 826/13401/15) з вимогою визнати незаконним і скасувати наказ Міністерства культури України № 706/0/16-10 від 15 вересні 2010 року. Позивач обґрунтовував це тим, що міністерство не склало паспорт об'єкта культурної спадщини та довідку про майнову цілісність об'єкта, не внесло охоронний номер до облікової картки, дату й номер рішення, відповідно до якого об'єкт взято на облік. 31 серпня 2016 року суд ухвалив рішення на користь «Видавничого дому „Прадес“». Це рішення було оскаржене.
Станом на 2020 рік пам'ятку не повернули у державну власність.

## Архітектура
Композиція фасаду триповерхової, цегляної будівлі ритмічно-ярусна. Центральною віссю виступає двовіконна розкріповка з проїздом на подвір'я. Підкреслена одиничними пілястрами. Аттик над нею має круглу люкарню, оздоблену фестоном-гірляндою. Первісно була увінчана банею. Обабіч поставлені скульптурні жіночі фігури. Бічні розкріповки — п'ятивіконні. Фланковані здвоєними пілястрами й завершені прямокутним аттиком.
Площини підкреслені чітким ритмом віконних прорізів. Вікна на другом поверсі — аркові із замковими каменями, на першому і третьому — прямокутні.
Перший поверх рустовано.

## Галерея

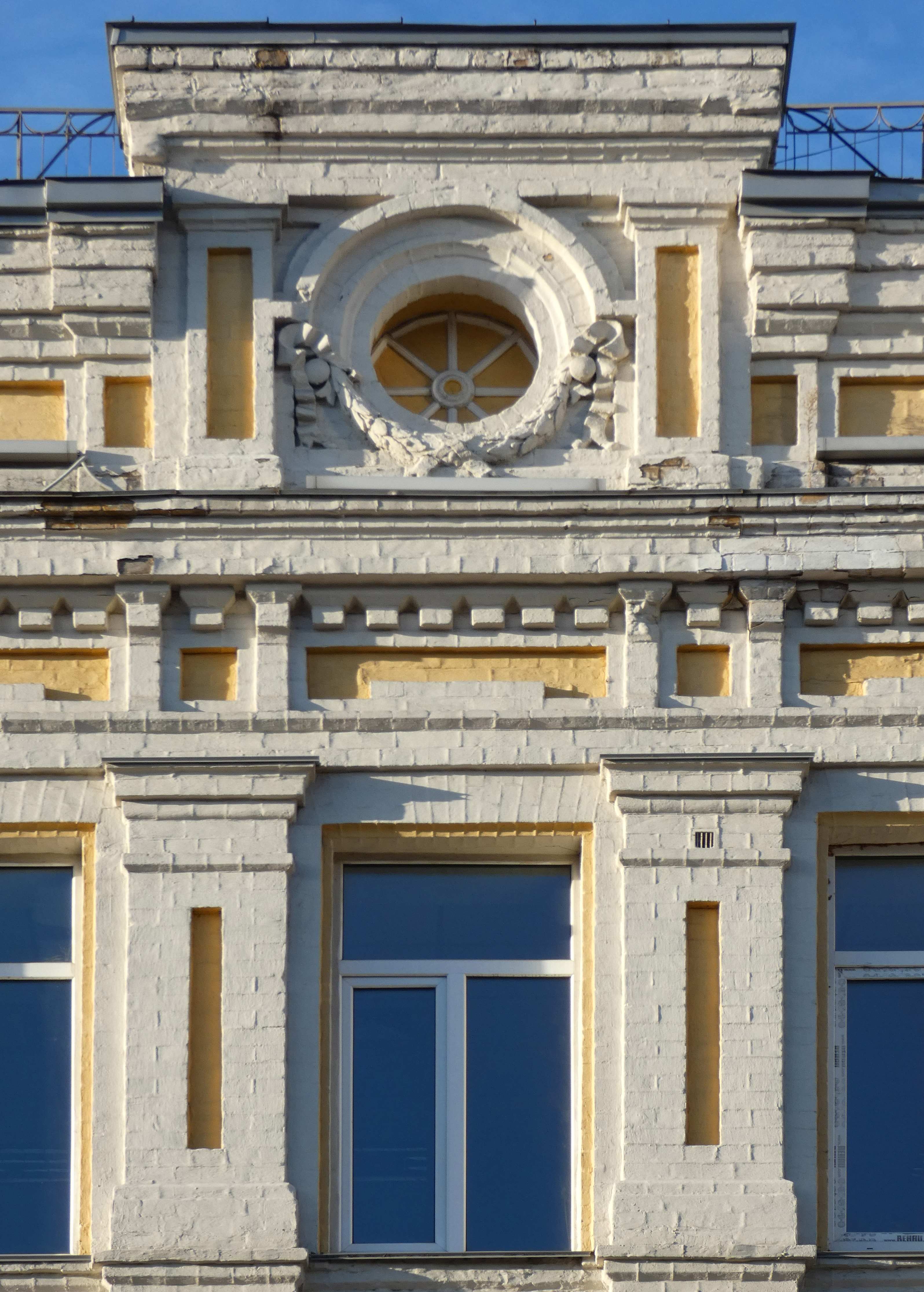
Аттик з круглою люкарнею
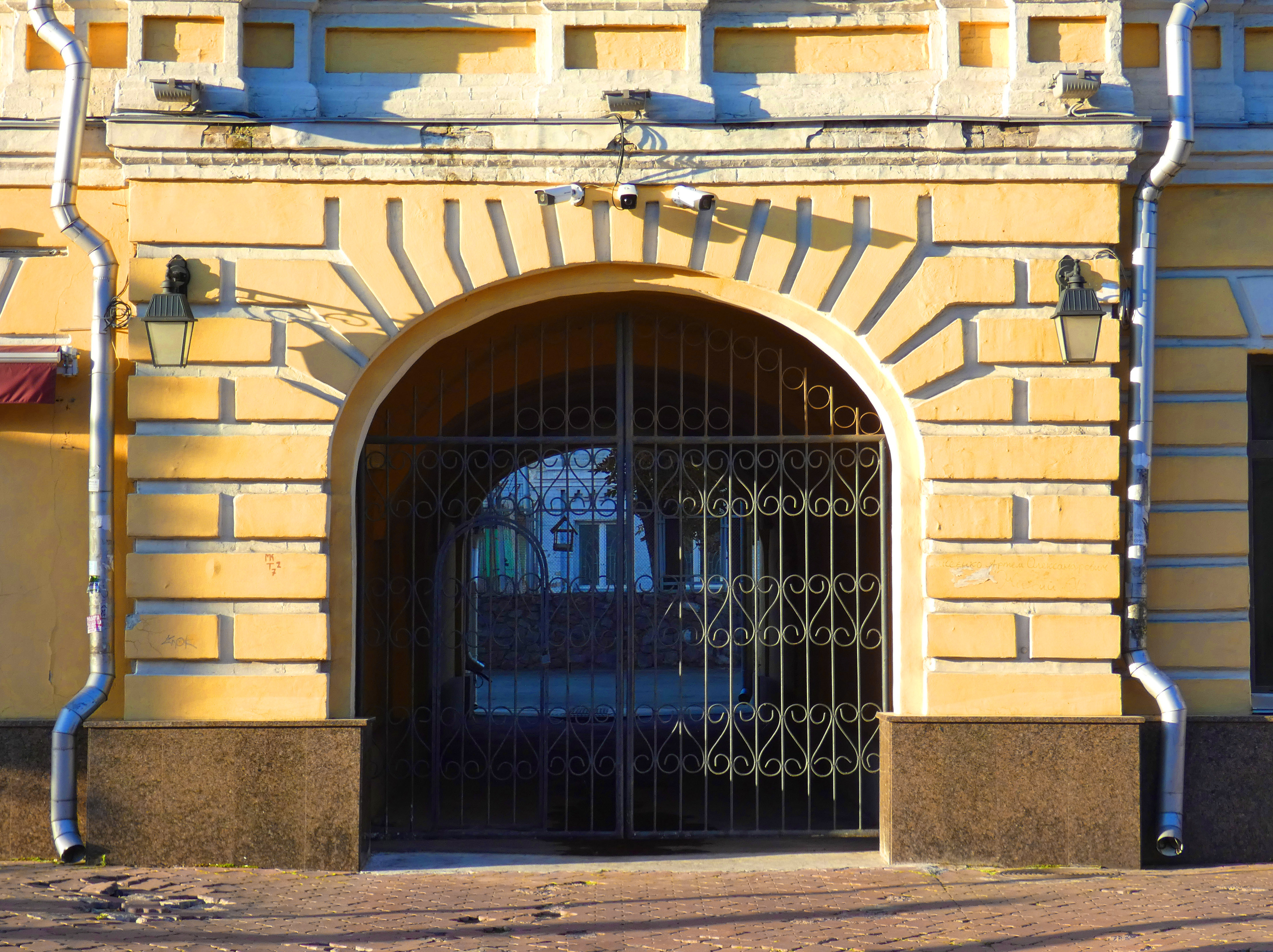
Проїзд на подвір'я
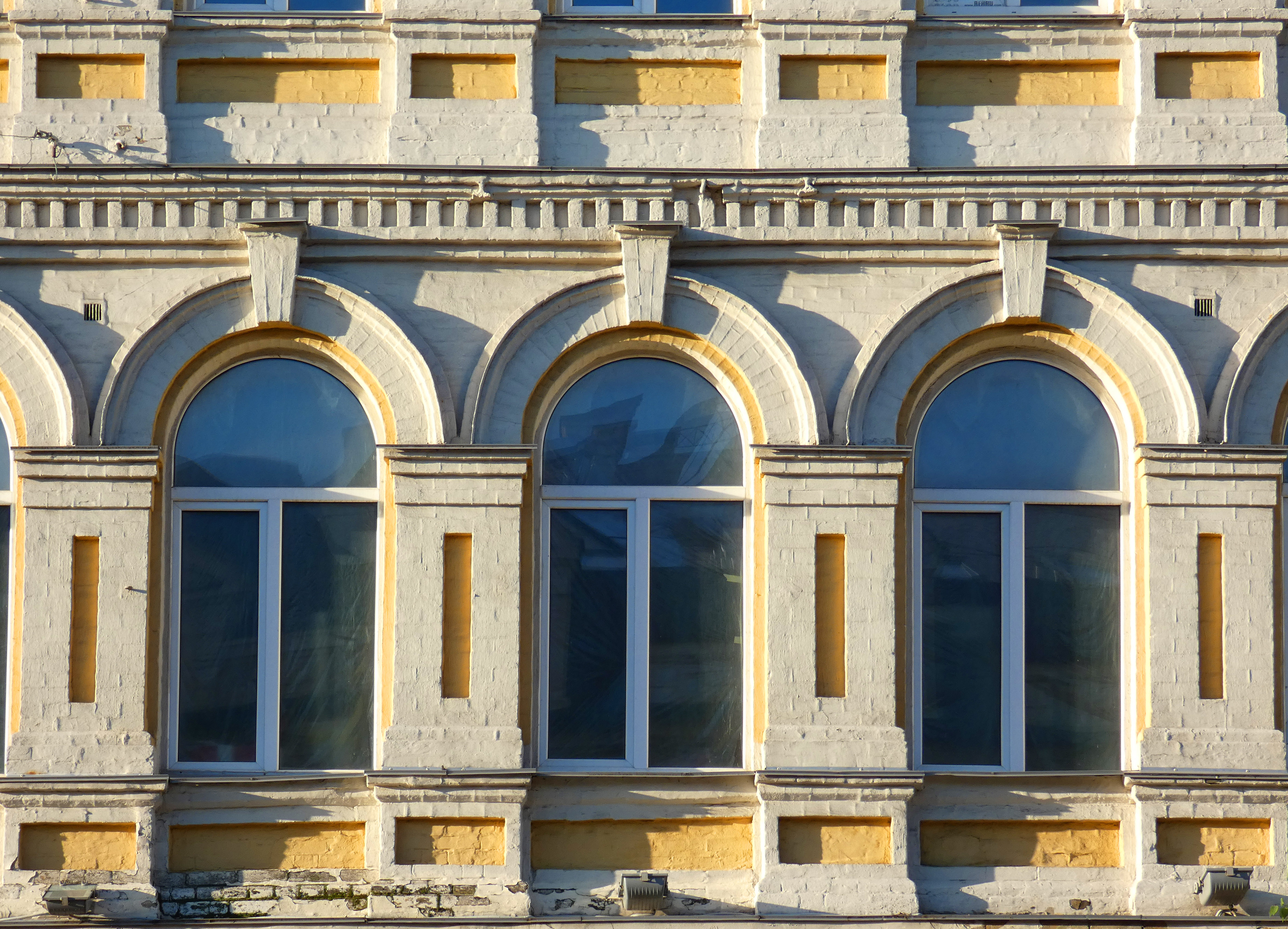
Аркада вікон